# Centro Hípico
Centro Hípico é um bairro de Cabo Frio, no distrito de Tamoios. É cercado pelo Parque Natural Municipal do Mico-leão-dourado, pela Área de Proteção Permanente (APP) do Rio São João e pela APP do Rio Gargoá. O bairro está dentro da Área de Proteção Ambiental (APA) da Bacia do Rio São João/Mico-leão-dourado e foi definido como uma zona de ocupação controlada (ZOC), conforme o anexo III do Plano de Manejo, Área I, páginas 229-230 e 340-342.
O bairro foi urbanizado pela prefeitura de Cabo Frio, com obras de pavimentação, drenagem, calçamento, água potável e lombadas, totalizando 68 ruas, com um investimento de 17 milhões de reais. A entrega da obra foi em 27 de dezembro de 2014.
Segundo a Coordenadoria Executiva da Associação de Moradores Centro Hípico Bosque do Gargoá' (AMOCH), o prefeito se comprometeu em urbanizar algumas ruas no Bosque Esperança, parte do bairro. Já a urbanização das ruas no entorno da Casa Grande dependerão de liberação do INEA. Também foi informado que será feita uma praça no bairro. O arruamento já foi realizado pelos moradores e aprovado na Câmara Municipal de Cabo Frio. O cadastramento está sendo feito nos sítios WikiMapia e OpenStreetMap pela Coordenadoria Executiva da AMOCH. 